# Mellenbach-Glasbach
Mellenbach-Glasbach ist ein Ortsteil der Landgemeinde Schwarzatal im Landkreis Saalfeld-Rudolstadt (Thüringen).

## Geographie
Mellenbach-Glasbach ist ein Straßendorf, das sich mehr als fünf Kilometer im Schwarzatal erstreckt. Die Höhenlage des Ortes beträgt im unteren Schwarzatal etwa 380 Meter, Berge rechts und links des Tales steigen bis auf 600 Meter Höhe an. Insgesamt ist das Tal nur sehr schmal, sodass es von der Straße, der Schwarza, der Bahnlinie und zwei Häuserzeilen ausgefüllt ist. So reihen sich die fünf kleinen Ortsteile, aus denen die ehemalige Gemeinde 1923 gebildet wurde, im Schwarzatal aneinander. In Fließrichtung der Schwarza sind das: Zirkel, Blumenau, Mellenbach, Glasbach und Obstfelderschmiede. Der Ortsteil Mellenbach liegt nur in seinem unteren Drittel im Schwarzatal, die oberen Teile liegen in einem rechten Seitental der Schwarza, welches vom Mellenbach durchflossen wird und steil nach Oberweißbach ansteigt. In der Umgebung der Gemeinde sind die steilen Talhänge mit Fichten bewaldet, während die Hochflächen unbewaldet sind.
Nachbarorte sind im Uhrzeigersinn, beginnend im Norden: Oberhain – Unterweißbach – Oberweißbach/Thüringer Wald – Meuselbach-Schwarzmühle – Böhlen – Wildenspring – Herschdorf – Dröbischau.

## Geschichte
Mellenbach wurde als Melnbach 1315 erstmals urkundlich erwähnt. Die Namen der Ortsteile Mellenbach und Glasbach leiten sich von gleichnamigen Bächen ab. Der Ortsteil Obstfelderschmiede wurde 1456 als smitte an der nedirn swarctze (Schmiede an der unteren Schwarza) erstmals erwähnt und erhielt seinen heutigen Namen nach der ab 1528 belegten Besitzerfamilie Obstfelder. Am 16. Oktober 1923 wurden die Orte Zirkel, Blumenau, Mellenbach, Glasbach und Obstfelderschmiede zur Gemeinde Mellenbach-Glasbach vereinigt. Mellenbach-Glasbach zählte bis 1952 zum Kreis Rudolstadt, wechselte dann zum neugebildeten Kreis Neuhaus und mit der Thüringer Kreisgebietsreform 1994 zum Landkreis Saalfeld-Rudolstadt.
Mellenbach-Glasbach gehörte ab 1993 der Verwaltungsgemeinschaft Mittleres Schwarzatal mit Sitz in Sitzendorf an. Am 1. Januar 2019 fusionierte es mit zwei weiteren Gemeinden zur Landgemeinde Stadt Schwarzatal.

## Politik

### Ehemalige Bürgermeister
Kathrin Kräupner war letzte Bürgermeisterin der Gemeinde.

### Wappen
Das Wappen wurde am 25. Mai 1993 genehmigt.
Blasonierung: „Unter goldenem Schildhaupt, darin ein blaues Wellenband, in Rot zwei einander zugewandte silberne Vögel auf einem silbernen Astbalken.“
Das Wappen wurde vom Heraldiker Frank Diemar gestaltet.

## Kultur und Sehenswürdigkeiten
Im Ortsteil Obstfelderschmiede befindet sich die Talstation der Oberweißbacher Bergbahn.

### Geschichtsdenkmale
Das Grabdenkmal für einen sowjetischen Zwangsarbeiter auf dem Friedhof erinnert an die Personen aus der Sowjetunion, die während des Zweiten Weltkrieges unter anderem bei der Firma Heinze jun. Zwangsarbeit verrichten mussten.

### Kirche

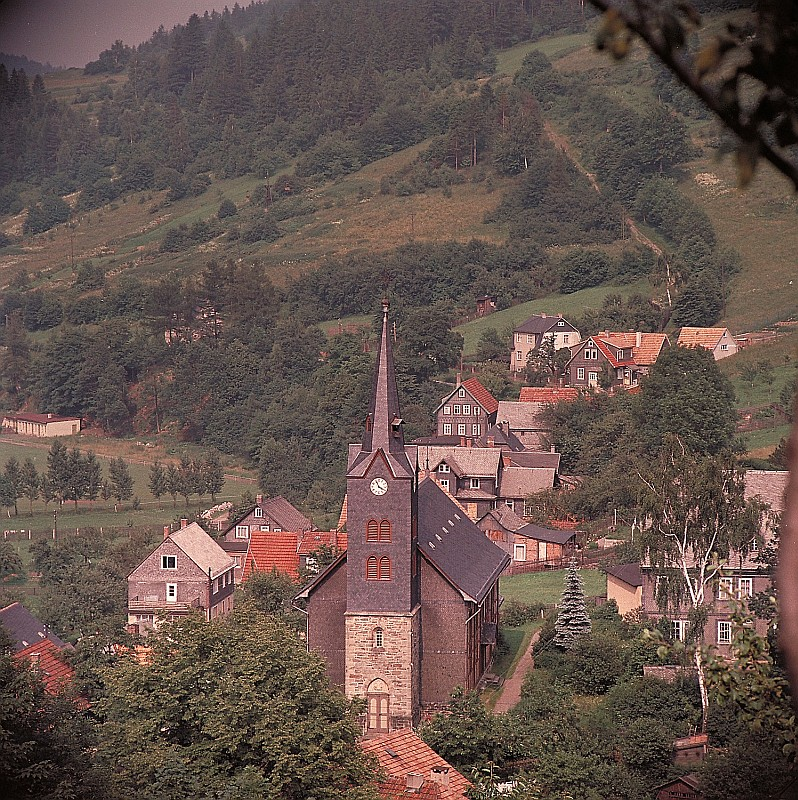
Blick auf Mellenbach, im Vordergrund die Kirche (Aufnahme von 1969)

Das heutige Mellenbacher Gotteshaus, die Katharinenkirche, wurde im Stil des Historismus erbaut und am 10. Oktober 1889 mit einem festlichen Gottesdienst und einem Festumzug eingeweiht.
1640 wurde die Mellenbacher Kirche während des Dreißigjährigen Kriegs durch die Schweden zerstört und 1641 mit Hilfe des Handels- und Geschäftsmannes Mathias Sommer wiederaufgebaut. 1739 wurden bei einem Pfarrhausbrand alle noch vorhandenen Bücher, Akten und Dokumente vernichtet. 1862 wurde die Kirche für kurze Zeit wegen Baufälligkeit geschlossen und 1888 endgültig abgerissen.
Die Katharinenkirche in Mellenbach und das Pfarrhaus stehen seit 1991 unter Denkmalschutz. Die Kirche ist baulich in schlechtem Zustand. Die gegenwärtige Finanzsituation lässt aber alle anstehenden Baumaßnahmen nur abschnittsweise zu.

## Wirtschaft und Verkehr

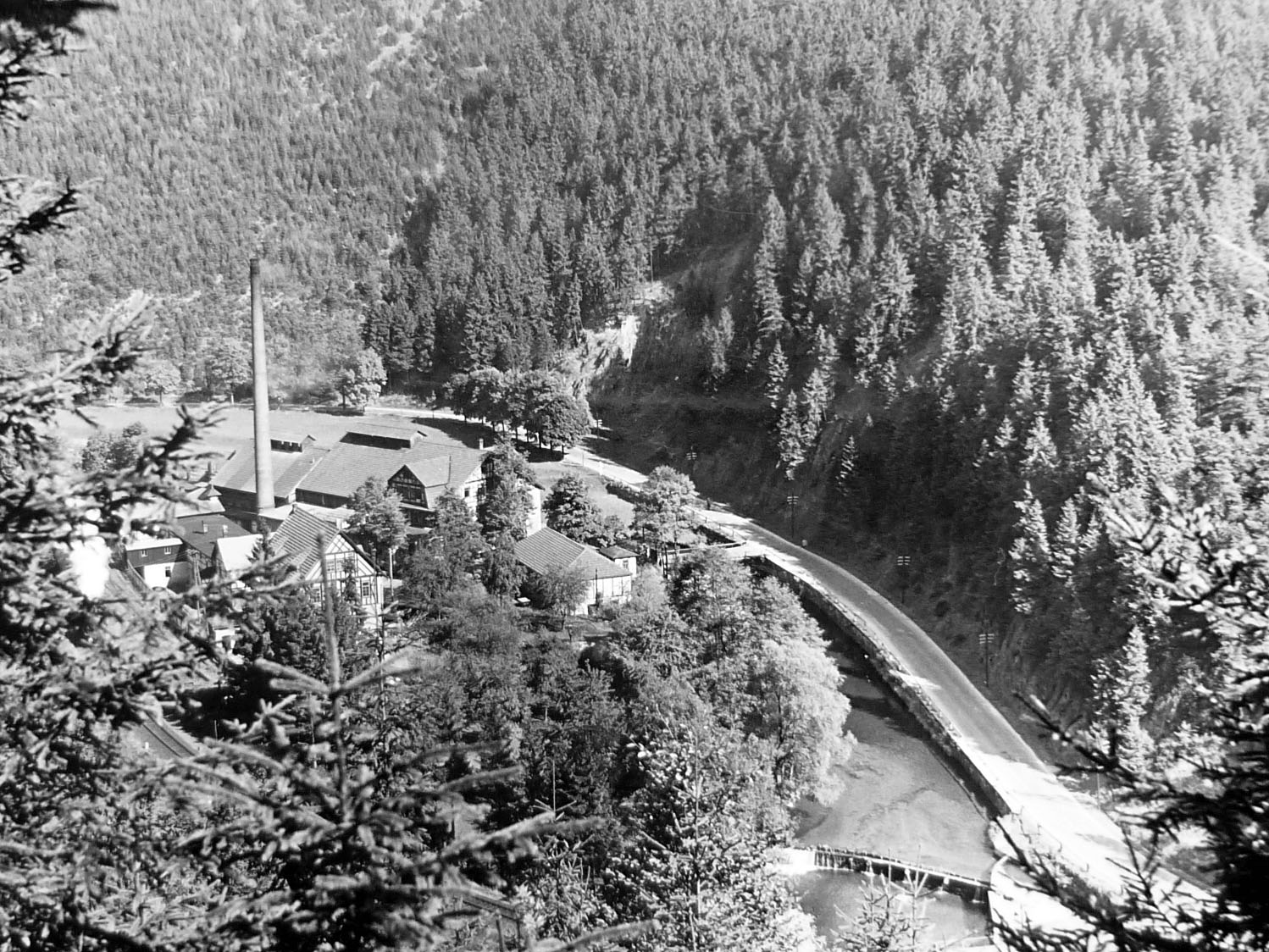
Ehem. Stern-Glashütte Mellenbach

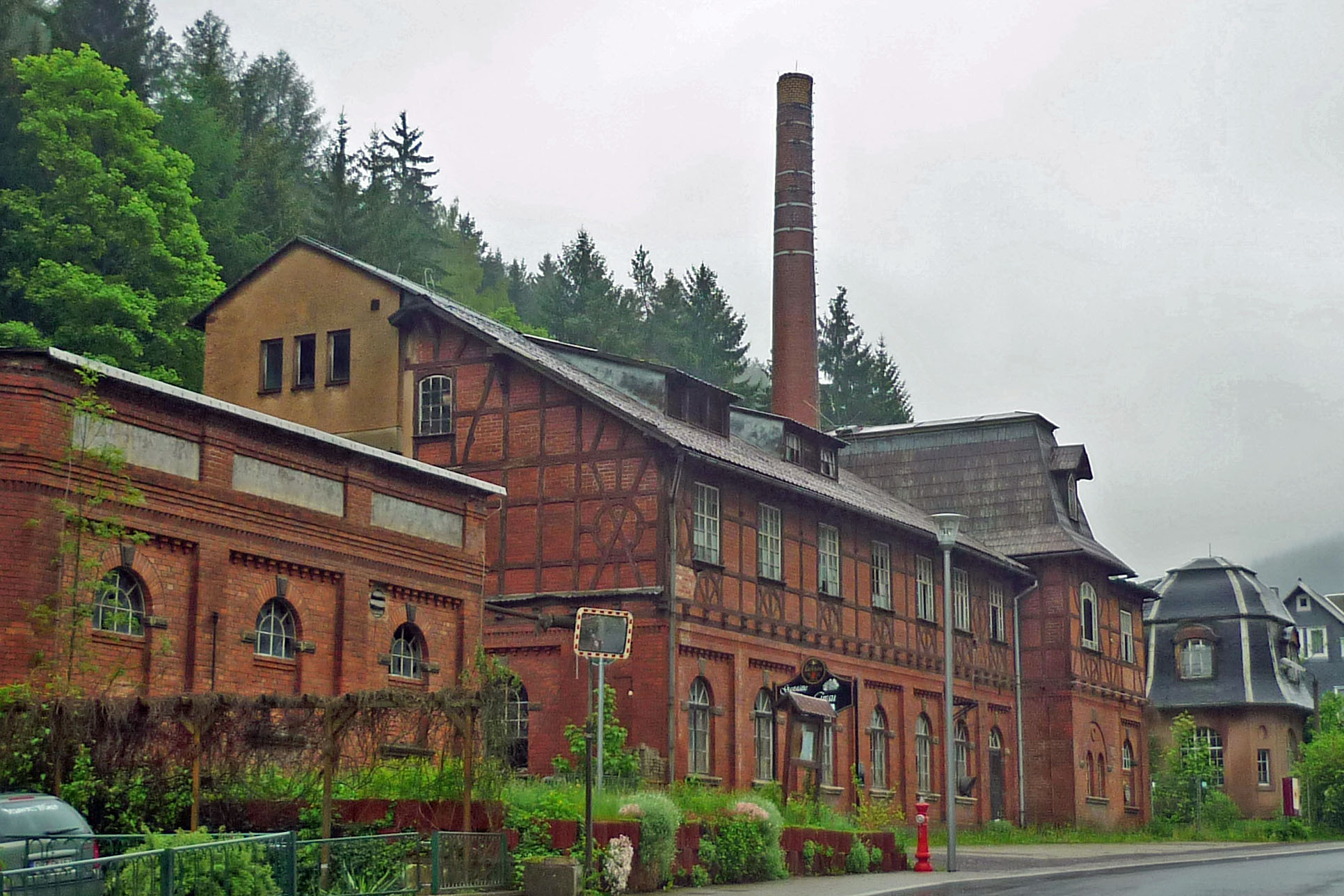
Ehem. Pharmazie-Firma Emil Langbein Mellenbach

Die Wirtschaft Mellenbach-Glasbaches war von jeher vom Bergbau und der Erzverarbeitung geprägt. So entstanden alle Ortsteile aus Hammerwerken entlang der Schwarza. Dort wurden verschiedene Erze „ausgepocht“ und anschließend geschmiedet. Später kamen im Ort noch Glas- und Holzindustrie hinzu:
- Fa. Krannich in Glasbach (1835 durch Johann Michael Krannich als handwerklicher Gewerbebetrieb gegründet) zur Herstellung von Gebrauchsgütern aus Holz (Holzhülsen und Holzkästen), hier wurde 1867 die erste Dampfmaschine im Ort in Betrieb genommen
- Sägewerke in Obstfelderschmiede, sowie in der „Roten Mühle“ und „Blauen Mühle“ (nahe Schwarzmühle)

Mit der Eröffnung der Schwarzatalbahn im Jahr 1900 nahmen Industrie und Handwerk einen bedeutenden Aufschwung:
- Bau einer Glashütte – um 1900 durch den Kaufmann Eduard Bornkessel (* 1856 in Mellenbach) gegründet, ab 1939 Sternglas GmbH, 1993 geschlossen und anschließend abgerissen
- Fa. Oskar Heinze jun. (1900) – heute Apotheken- und Laborbau Heinze jun.
- Fa. Rudolf Schierer KG
- Fa. Bornkessel-Brenner – gegründet um 1900 in Mellenbach, 1956 mit der Fa. Meßtechnik fusioniert. Paul Bornkessel (1880–1960) verlagerte um 1912 den Firmensitz nach Berlin und firmierte dann unter „Bornkessel-Brenner und Glasmaschinen GmbH“ bzw. „Vereinigte Bornkesselwerke mbH“ Berlin N4, Chausseestraße 128/129.[6]
- Glaswaren-Exportfirma Albert Bornkessel
- Thermometerfabrik Staschen (um 1910)
- Sargfabrik in der Schottleite
- Fa. Fritz Langbein (Holzwarenfabrik)
- Fa. Emil Langbein (Pharmazie, Hienfong)
- Diabas-Steinbruch der Fa. Gebrüder Fischer KG (1911, in den 1970er Jahren eingestellt)
- Firma für elektrische Messinstrumente – gegründet 1931, später VEB Meßtechnik Mellenbach, heute MTM Power Messtechnik Mellenbach GmbH.

Als die amerikanischen Besatzer im Frühsommer 1945 den Unternehmern anboten, ihre Betriebe nach Bayern umzusiedeln, kam diesem Angebot niemand nach. Bis in die 1970er Jahre hinein wurden die Unternehmen schrittweise zwangsverstaatlicht.
Nach 1989 erfolgte die Privatisierung der Mellenbacher Unternehmen. Im Jahr 2006 existieren noch zwei größere Firmen in Mellenbach: MTM Power (Hersteller von Transformatoren, Wechselrichtern und anderen elektrotechnischen Geräten) mit über 160 Mitarbeitern und Oskar Heinze jun. GmbH (Hersteller von Apothekenmobiliar) mit etwa 50 Mitarbeitern.
Ein wichtiger Wirtschaftsfaktor ist auch die Oberweißbacher Bergbahn, deren Talstation sich im Ortsteil Obstfelderschmiede befindet und täglich zahlreiche Touristen anzieht.
Die wichtigste Verkehrsader der Gemeinde ist die Straße im Schwarzatal, die von Bad Blankenburg im Norden bis nach Neuhaus am Rennweg im Süden führt. Im Ortskern zweigt sich eine Straße ins Mellenbachtal ab, die hinauf nach Oberweißbach führt. Im Ortsteil Zirkel führt eine Straße durch das Finkenbachtal hinauf in Richtung Gehren. Seit dem Jahre 1900 besaß der Ort drei Bahnhöfe (Bf Mellenbach-Glasbach, Hp Obstfelderschmiede und Hp Zirkel) an der Schwarzatalbahn, die von Rottenbach nach Katzhütte führt. Der Haltepunkt Zirkel wurde von der Bahn nach 1990 aufgegeben, das Gebäude verkauft.

## Persönlichkeiten
- Mathias Sommer (1607–1679), Kaufmann und Sponsor für den Wiederaufbau der Kirche (siehe Bild)
- Johann Georg Sommer (1634–1705), Arzt und Mitglied der Gelehrtenakademie „Leopoldina“
- Georg Andreas Sorge (1703–1778), Komponist, Organist und Musikschriftsteller
- Friedrich Wilhelm Winzer (1811–1886), Orgelbauer
- Richard Ernst Lorenz-Mellenbach (geb. 1878 in Mellenbach, lebte in Berlin) Maleɽ[7]
- Gottfried Mehlhorn (1933–16. Juni 2013), Schauspieler und Sänger
- Gerhard Pabst (* 1934), Jazz- und Unterhaltungsmusiker